# Nördliche Liga
Die Nördliche Liga bezeichnet einen Zusammenschluss mehrerer kleinasiatischer Staaten unter Nikomedes I. von Bithynien gegen den Seleukidenherrscher Antiochos I.
Mitglieder dieser Liga waren die Städte Byzanz, Tios, Herakleia Pontike, Kalchedon und Kieros sowie die Herrscher Mithridates I. von Pontos und die Fürsten von Gangra.
Die Nördliche Liga ist durch das Anwerben der Galater als Söldner im Jahr 278/277 v. Chr. von entscheidender Bedeutung für die Etablierung dieses Volks in Kleinasien.